# Палмер (Мічиган)
Палмер (англ. Palmer) — переписна місцевість (CDP) в США, в окрузі Маркетт штату Мічиган. Населення — 378 осіб (2020).

## Географія
Палмер розташований за координатами 46°26′37″ пн. ш. 87°34′54″ зх. д. / 46.44361° пн. ш. 87.58167° зх. д. (46.443585, -87.581653).  За даними Бюро перепису населення США в 2010 році переписна місцевість мала площу 1,54 км², уся площа — суходіл.

## Демографія
Згідно з переписом 2010 року, у переписній місцевості мешкало 418 осіб у 171 домогосподарстві у складі 121 родини. Густота населення становила 272 особи/км².  Було 184 помешкання (120/км²).
Расовий склад населення:
| - 97,1 % — білих - 1,7 % — корінних американців - 0,2 % — азіатів |

До двох чи більше рас належало 1,0 %. Частка іспаномовних становила 0,5 % від усіх жителів.
За віковим діапазоном населення розподілялося таким чином: 22,5 % — особи молодші 18 років, 65,1 % — особи у віці 18—64 років, 12,4 % — особи у віці 65 років та старші. Медіана віку мешканця становила 42,4 року. На 100 осіб жіночої статі у переписній місцевості припадало 100,0 чоловіків;  на 100 жінок у віці від 18 років та старших — 94,0 чоловіків також старших 18 років.
Середній дохід на одне домашнє господарство  становив 47 517 доларів США (медіана — 37 500), а середній дохід на одну сім'ю — 55 475 доларів (медіана — 51 250). Медіана доходів становила 49 000 доларів для чоловіків та 34 375 доларів для жінок. За межею бідності перебувало 10,8 % осіб, у тому числі 10,3 % дітей у віці до 18 років та 19,1 % осіб у віці 65 років та старших.
Цивільне працевлаштоване населення становило 148 осіб. Основні галузі зайнятості: освіта, охорона здоров'я та соціальна допомога — 27,0 %, роздрібна торгівля — 17,6 %, сільське господарство, лісництво, риболовля — 14,2 %.